# 1972年札幌オリンピックのスペイン選手団
1972年札幌オリンピックのスペイン選手団（1972ねんさっぽろオリンピックのスペインせんしゅだん）は、1972年2月3日から2月13日まで日本の北海道札幌市で開催された1972年札幌オリンピックのスペイン選手団、およびその競技結果。

## 概要
今大会では金メダル1個を獲得した。
冬季オリンピックに初参加した1936年ガルミッシュ・パルテンキルヘンオリンピック以来、7大会連続でスペインはメダルに縁がなかったが、今大会はアルペンスキー男子回転でフランシスコ・フェルナンデス・オチョアがスペイン勢初メダルとなる金メダルを獲得した。

## メダル
| メダル | 選手名                                 | 競技           | 種目     |
| ------ | -------------------------------------- | -------------- | -------- |
| 金     | フランシスコ・フェルナンデス・オチョア | アルペンスキー | 男子回転 |